# タシュケント情報技術大学

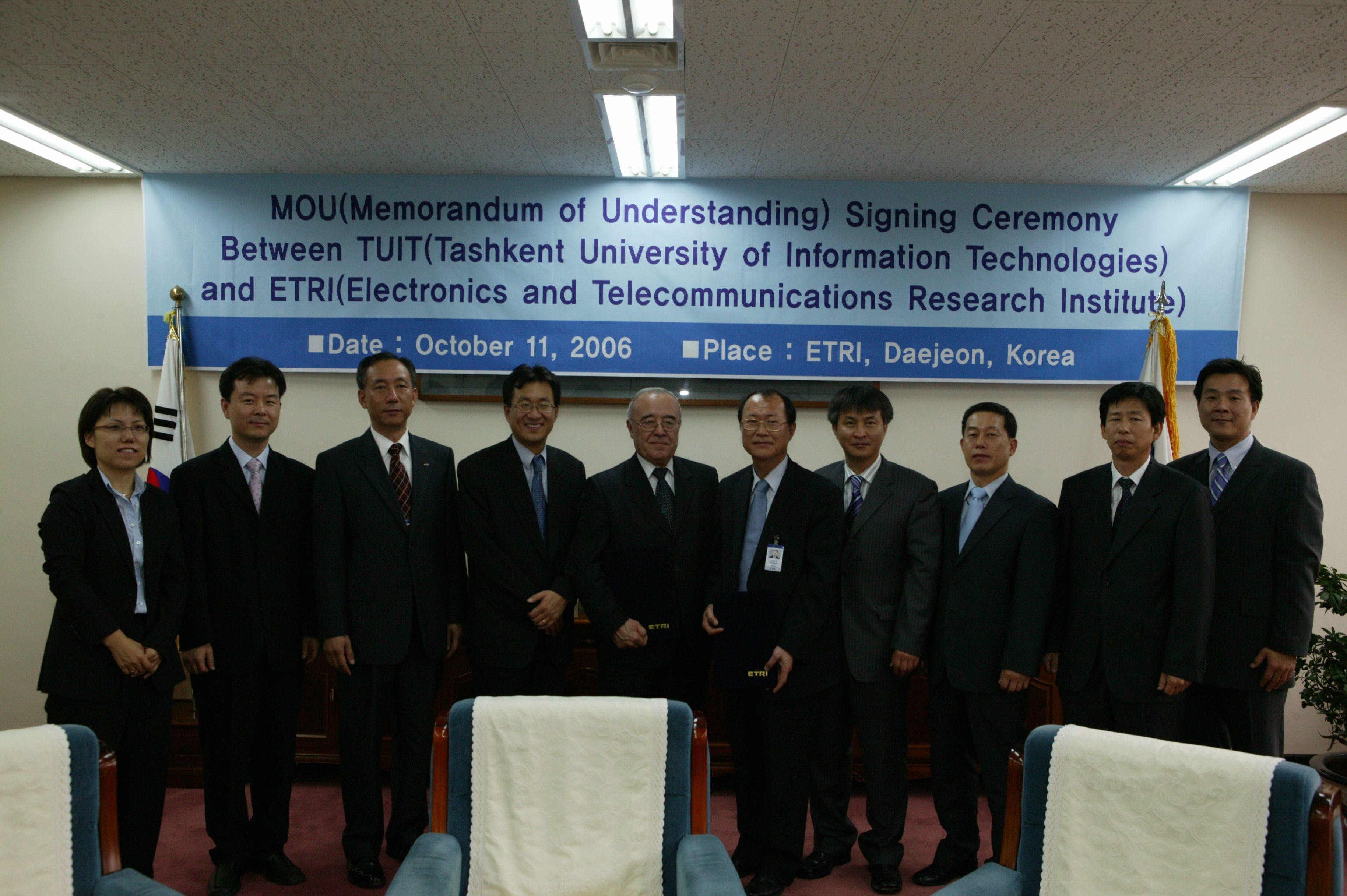
韓国電子通信研究院と国際交流協定を結んだ時の様子、2006年

タシュケント情報技術大学 (タシュケントじょうほうぎじゅつだいがく、英語: Tashkent University of Information Technology、ウズベク語: Toshkent axborot texnologiyalari universiteti / Тошкент ахборот технологиялари университети、ロシア語: Ташкентский университет информационных технологий、略称:TUIT) はウズベキスタンのタシュケントにある大学である。

## 概要
タシュケント情報技術大学はウズベク・ソビエト社会主義共和国時代の1955年にタシュケント電子技術研究所として設立された。設立当時は中央アジア唯一の電子技術に関する研究所だった。2002年に大統領の認可を得て、正式に大学へと組織改編された。大学には計算機科学、電気通信、情報技術、情報工学及び工学に関する学科が有る他、経営学科も存在する。また、大学には軍事情報技術専門コースがあり、3年次より国防省の命の下、ウズベキスタン軍で訓練を受け、卒業後は軍事階級を与えられる。講義は主にロシア語とウズベク語で行われるが、大学にはロシア語・ウズベク語部局とともに外国語部局もあり、英語、フランス語、ドイツ語などで講義を受けることも可能である。また、タシュケント情報技術大学はヌクス、ウルゲンチ、サマルカンド、フェルガナ、カルシに分校を開校している。

## 主な卒業生
- グリナラ・カリモヴァ[5]